# Tremblay-en-France
Tremblay-en-France (vroeger: Tremblay-lès-Gonesse) is een gemeente in het Franse departement Seine-Saint-Denis (regio Île-de-France). De gemeente telde 38.210 inwoners op 1 januari 2022. De plaats maakt deel uit van het arrondissement Le Raincy.

## Geografie
De oppervlakte van Tremblay-en-France bedroeg op 1 januari 2022 22,44 vierkante kilometer; de bevolkingsdichtheid was toen 1.702,8 inwoners per km².
De onderstaande kaart toont de ligging van Tremblay-en-France met de belangrijkste infrastructuur en aangrenzende gemeenten.

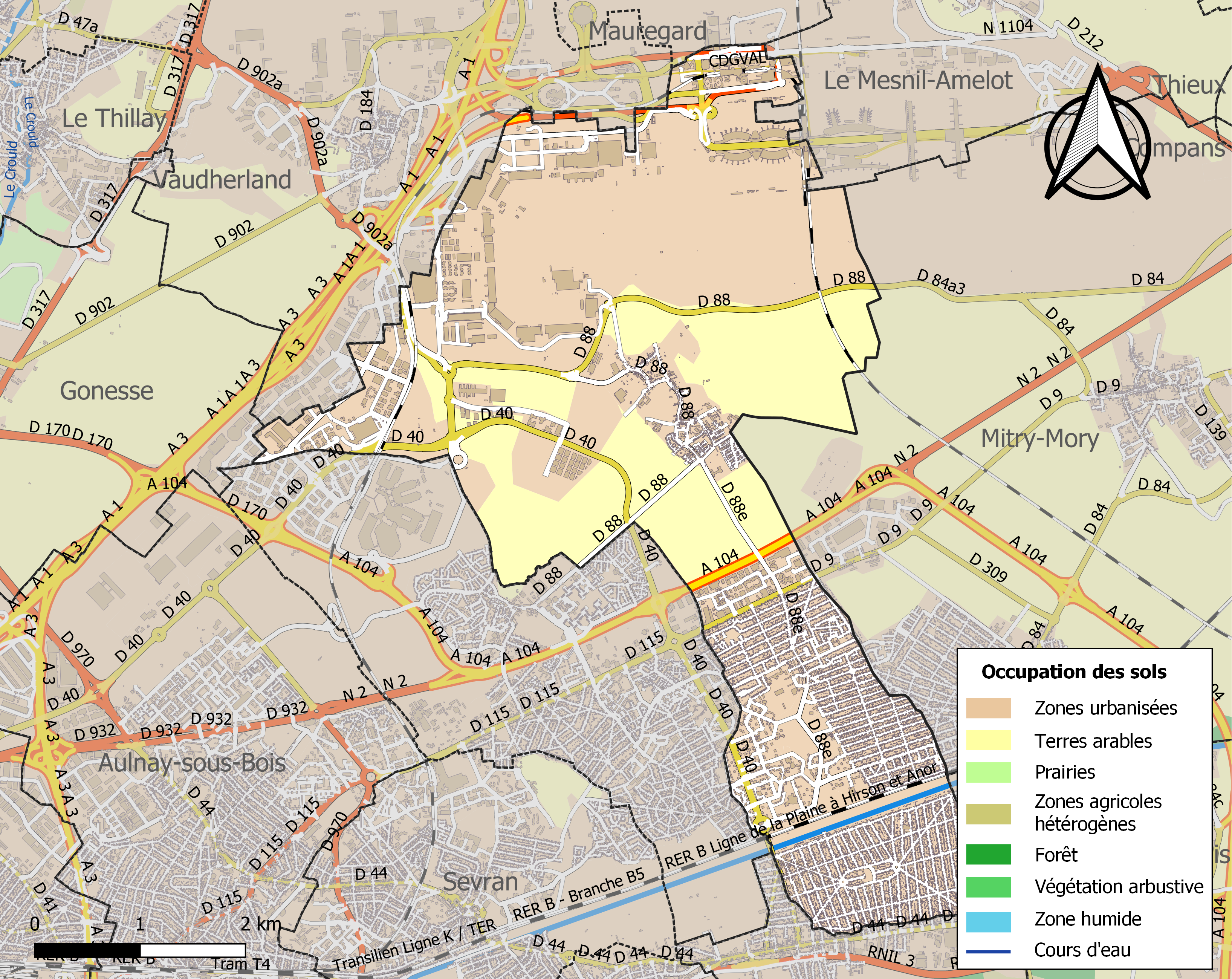

De Luchthaven Charles de Gaulle ligt gedeeltelijk op het grondgebied van Tremblay-en-France.

## Demografie
Onderstaande figuur toont het verloop van het inwonertal (bron: INSEE-tellingen).

## Geboren
- Jonathan Joseph-Augustin (13 mei 1981), voetballer

## Afbeeldingen

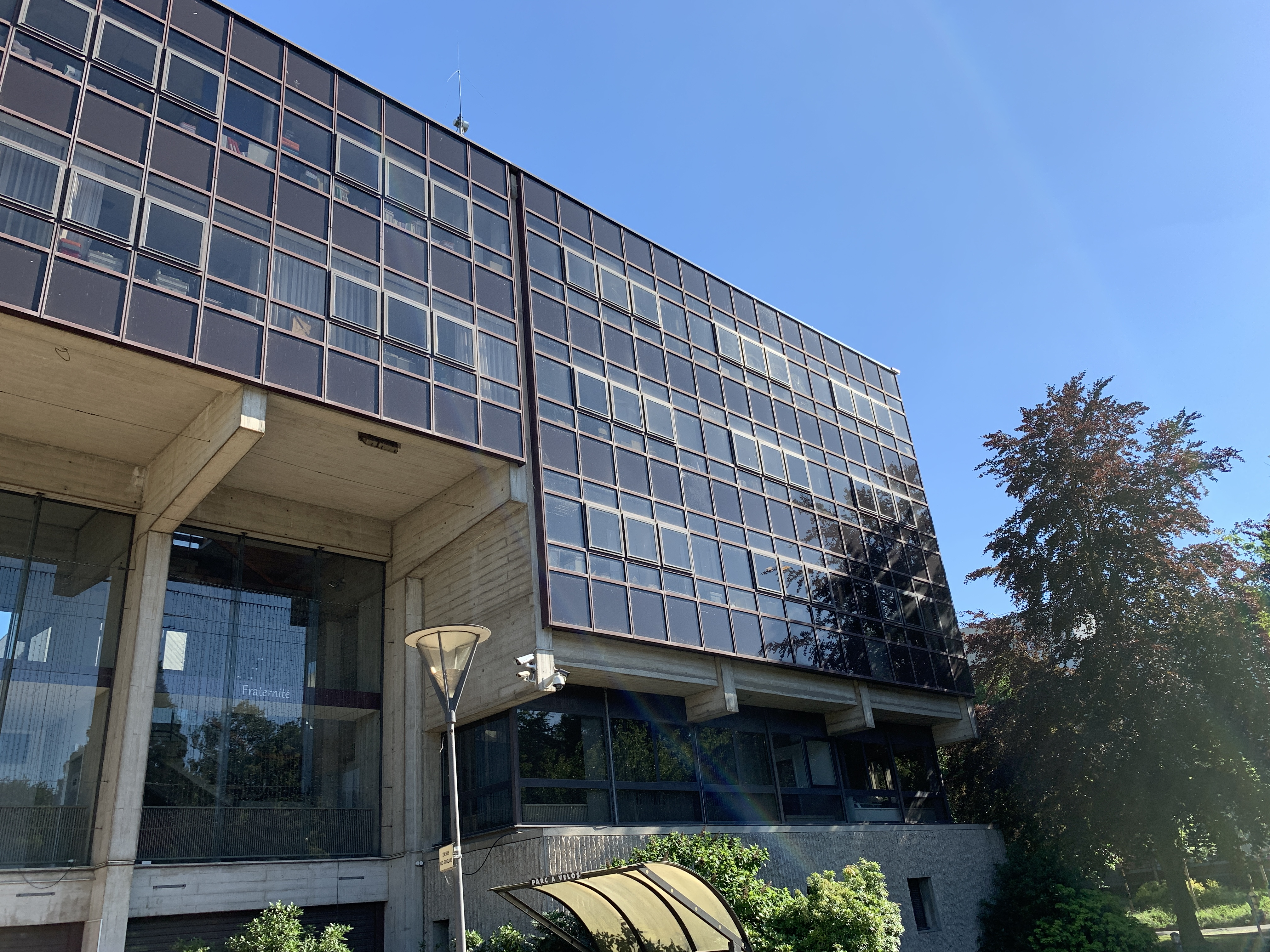
Gemeentehuis
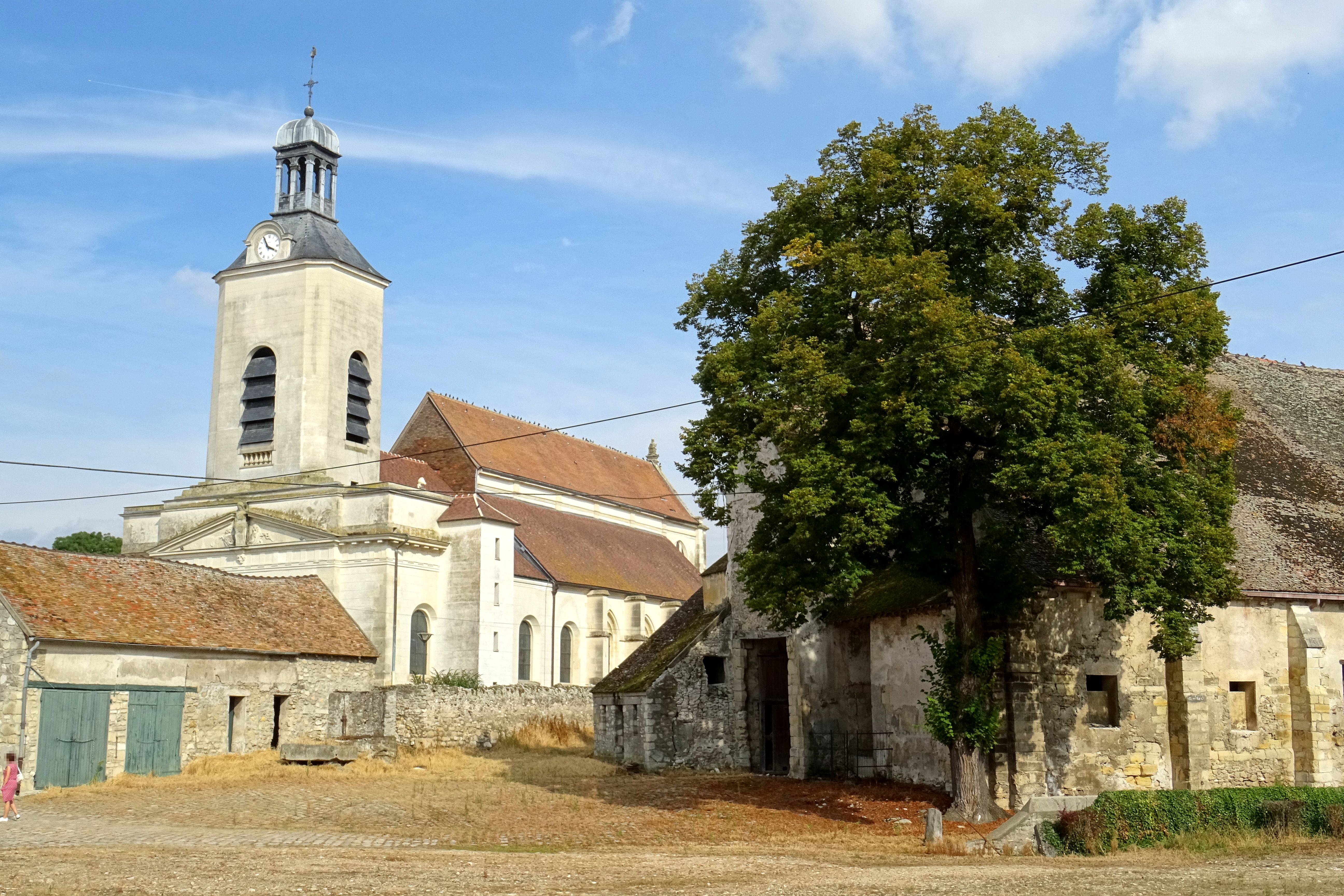
Église Saint-Médard
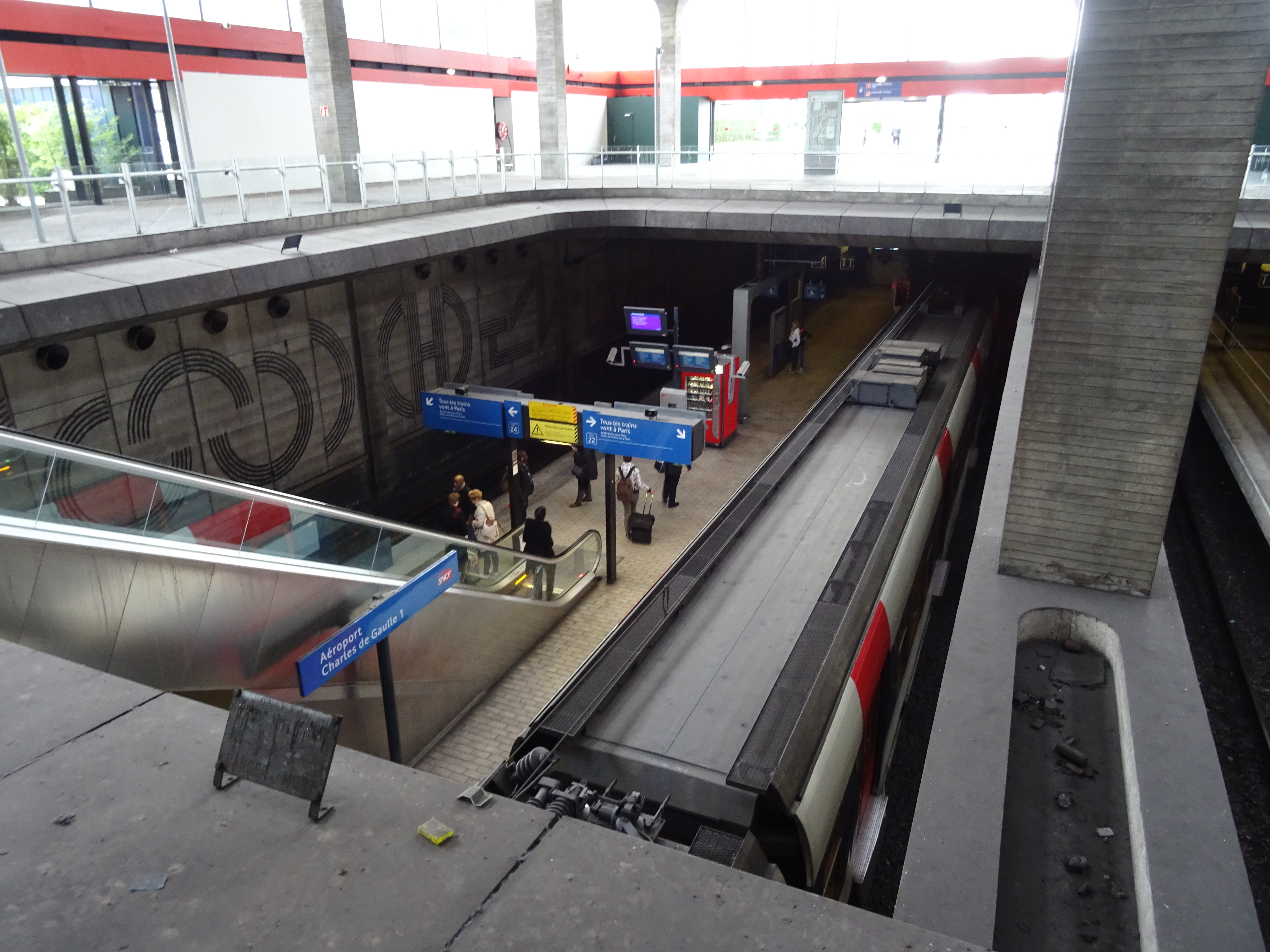
Station CDG 1
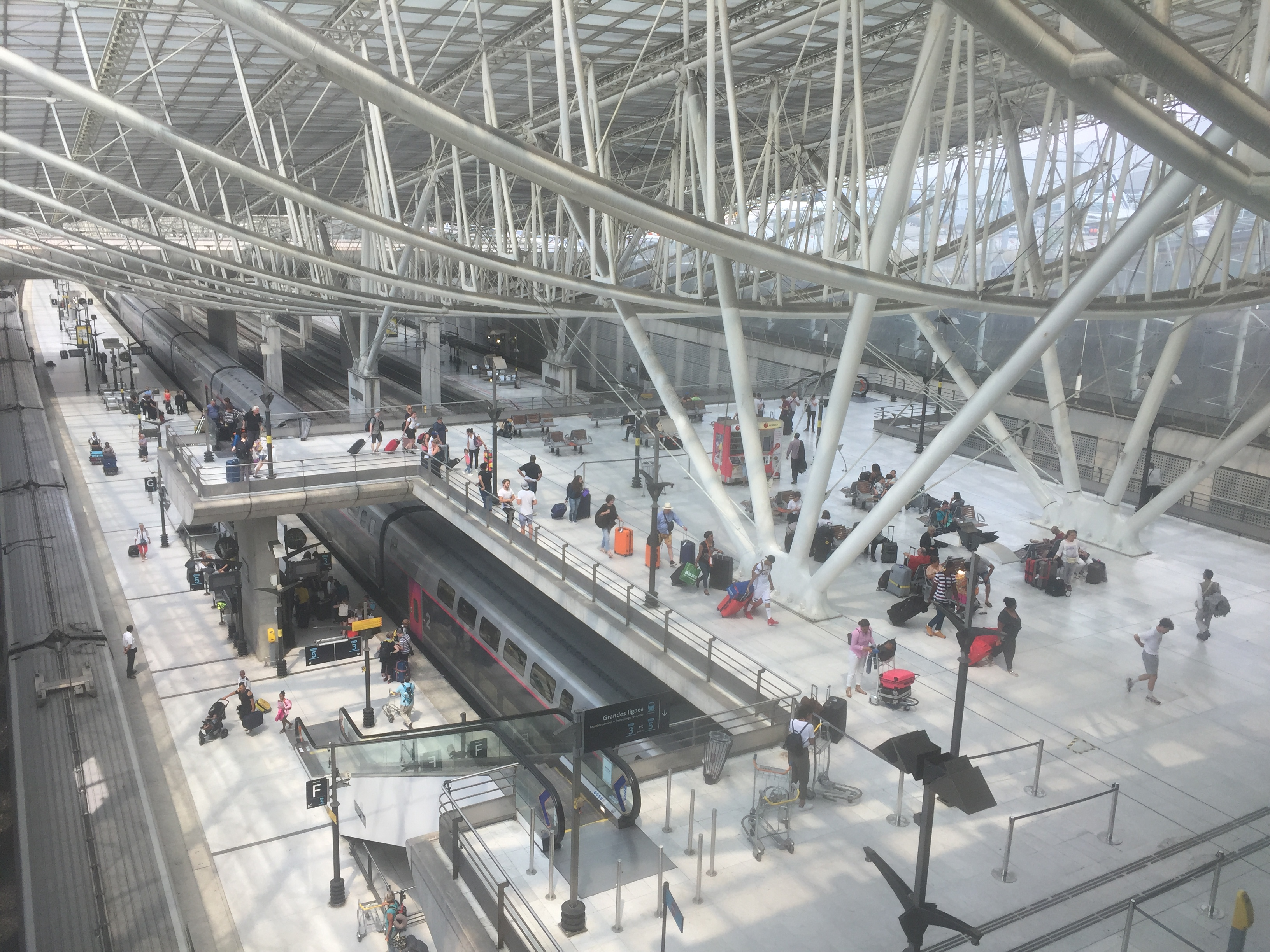
Station CDG 2 TGV